# Izanagi

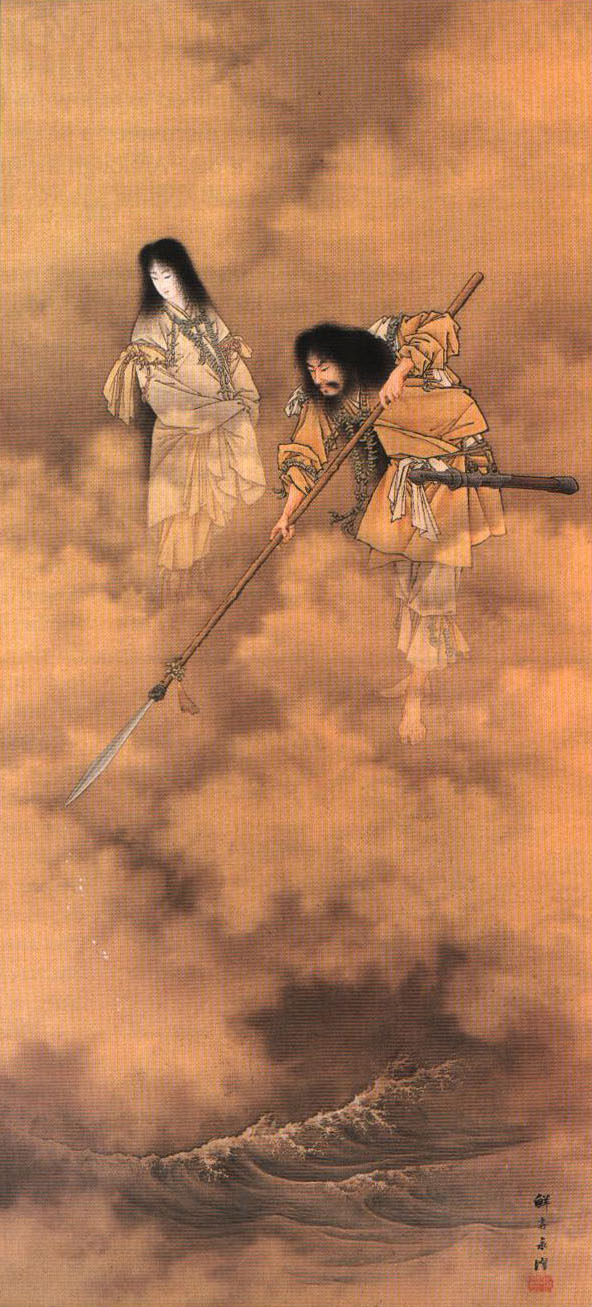
Cercando nei mari con la Tenkei (天瓊を以て滄海を探るの図, Tenkei o motte sōkai o saguru no zu). Dipinto di Kobayashi Eitaku, 1880-90 (MFA, Boston). Sulla destra Izanagi con la lancia Ame-no-nuhoko e sulla sinistra Izanami.

Izanagi (イザナギ?) o Izanaki è una divinità shintoista il cui nome significa "Colui che invita", fratello e compagno della dea Izanami ("Colei che invita").

## Leggenda
Nella mitologia giapponese è il dio creatore, padre di tutti i kami e creatore delle terre.
Nel Kojiki, si narra che il primo gesto di Izanagi ed Izanami, in seguito all'ordine ricevuto da altre divinità, fu quello di far sorgere le terre dall'oceano e mescolarle con una lancia chiamata Ame-Nu-Hoko (lancia ingioiellata celeste). Le due divinità si recarono sull'Ame-no-ukihashi, il ponte fluttuante del paradiso, iniziando a raschiare con la loro lancia il terreno; quando ripresero la lancia, del fango vi colò dando origine alla prima isola: Onogoro-Shima ("l'isola che si formò da sola"). In seguito le due divinità crearono altre otto grandi isole, che divennero la terra di Yamato, il Giappone.
Le due divinità abbandonarono il Regno del Cielo e stabilirono la loro nuova dimora sulla Terra. Dalla loro unione nacquero il dio del mare O-Wata-Tsu-Mi, il dio delle montagne O-Yama-Tsu-Mi, il dio degli alberi Kuku-no-chi e il dio del vento Shina-Tsu-Hiko. Awashima e Hiruko, figli di Izanagi e Izanami, nacquero deformi e non vennero considerati divinità, la figura di Hiruko si sovrappone a quella di Ebisu e in alcune leggende coincidono.
La nascita dell'ultimo dio, quello del fuoco Kagu-tsuchi, costò la vita ad Izanami. Izanagi, adirato, uccise il figlio e scese all'inferno (Yomi-Tsu-Kumi) con l'intento di condurre nuovamente la sua compagna nell'Onogaro-shima; al suo arrivo, il dio scoprì che la sua sposa si era nutrita con il cibo infernale ed era diventata un demone malvagio. Izanagi fuggì in superficie ed Izanami restò nello Yomi-No-Kuni divenendone la terribile regina.
Ritornato sulla Terra, Izanagi volle lavarsi dal sudiciume che lo aveva ricoperto ed eseguì un rito di purificazione. Si tuffò in un fiume e soffiandosi il naso originò il dio Susanoo (Susa-no-wo), signore della tempesta; dal suo occhio destro nacque Tsukuyomi, divinità della Luna e da quello sinistro Amaterasu, dea del Sole.